# Ter Apelerveenen
De Ter Apelerveenen is een voormalig waterschap in de provincie Groningen.
Het schap lag ten westen van Ter Apel in de driehoek tussen de Koningsraai (de grens tussen Groningen en Drenthe), het Ter Apelkanaal en de Westerstraat. Het waterschap waterde af via het Ter Apelkanaal. Het gedeelte ten zuiden van de 2e Valthermond op het pand boven het Zesde Verlaat. Het deel ten zuiden op het pand van het Vijfde Verlaat. Later werden beide delen verbonden door een duiker onder de Valthermond. Waterstaatkundig gezien
ligt het gebied sinds 2000 binnen dat van het waterschap Hunze en Aa's.